# El oficio del mal
El oficio del mal es la tercera parte de la serie de novelas detectivescas de Robert Galbraith, seudónimo de la escritora británica Joanne Rowling.

## Título
El 24 de abril de 2015, la editorial estadounidense Little, Brown and Company anunció que la tercera novela de la saga Cormoran Strike se publicaría en otoño y se titularía Career of Evil. Más tarde ese día, se publicó en la cuenta de Twitter de Robert Galbraith que el título del libro obtuvo su inspiración de la canción homónima de Blue Öyster Cult.